# Ramon Claret i Artigas
Ramon Claret i Artigas (Sant Pere de Ribes, Garraf, 21 d'agost de 1887 - Barcelona, 1 d'octubre de 1965) fou un fotoperiodista català. Aficionat a l'esport, practicà natació, rem i vela.
Inicià la seva activitat professional entre 1908 i 1909 servint imatges a Merletti i Brangulí i dedicant-se a la informació gràfica d'actualitat en especial a l'esport i dins d'aquest la natació i la motonàutica que publicà a Stadium, Esport, Blanco y Negro, Marca i Mundo Deportivo. Igualment va fer reportatges per a entitats com el Club Natació Barcelona i fotografia publicitària.
El 1912 d'afilià al Sindicat de Periodistes Esportius. Entre 1924 i 1927 formà societat amb Josep Gaspar. A partir de la dècada de 1930 col·laborà amb Joan Bert i Vila.
El 1934 guanyà el Premi Narcís Masferrer de fotografia. El 4 de juliol d'aquell mateix any els companys del Mundo Deportivo li van un homenatge. Durant la guerra civil treballà com a reporter al front. En acabar aquesta fou represaliat i el seu material requisat, però el febrer de 1940 ja torna a publicar al Mundo Deportivo. Es jubilà el 1961 i quatre anys més tard moria a Barcelona.
El seu fons personal es conserva a l'Arxiu Nacional de Catalunya. El fons va ingressar a l'ANC amb virtut del contracte de compravenda signat entre el llavors Conseller de Cultura, senyor Joan Guitart i Agell i la senyora Carme Sala Chavarria, propietària i hereva com a vídua de Joan Bert i Padreny, el 28 de desembre de 1995. La documentació va ingressar el 15 de gener de 1996.